# Burg Wernerseck
Burg Wernerseck, auch Kelterhausburg genannt, ist eine spätmittelalterliche Burganlage auf dem Gebiet der Gemeinde Ochtendung im Landkreis Mayen-Koblenz in Rheinland-Pfalz. Sie verdankt ihren Namen ihrem Gründer und Bauherrn, dem Erzbischof von Trier Werner von Falkenstein (1388–1418).

## Lage

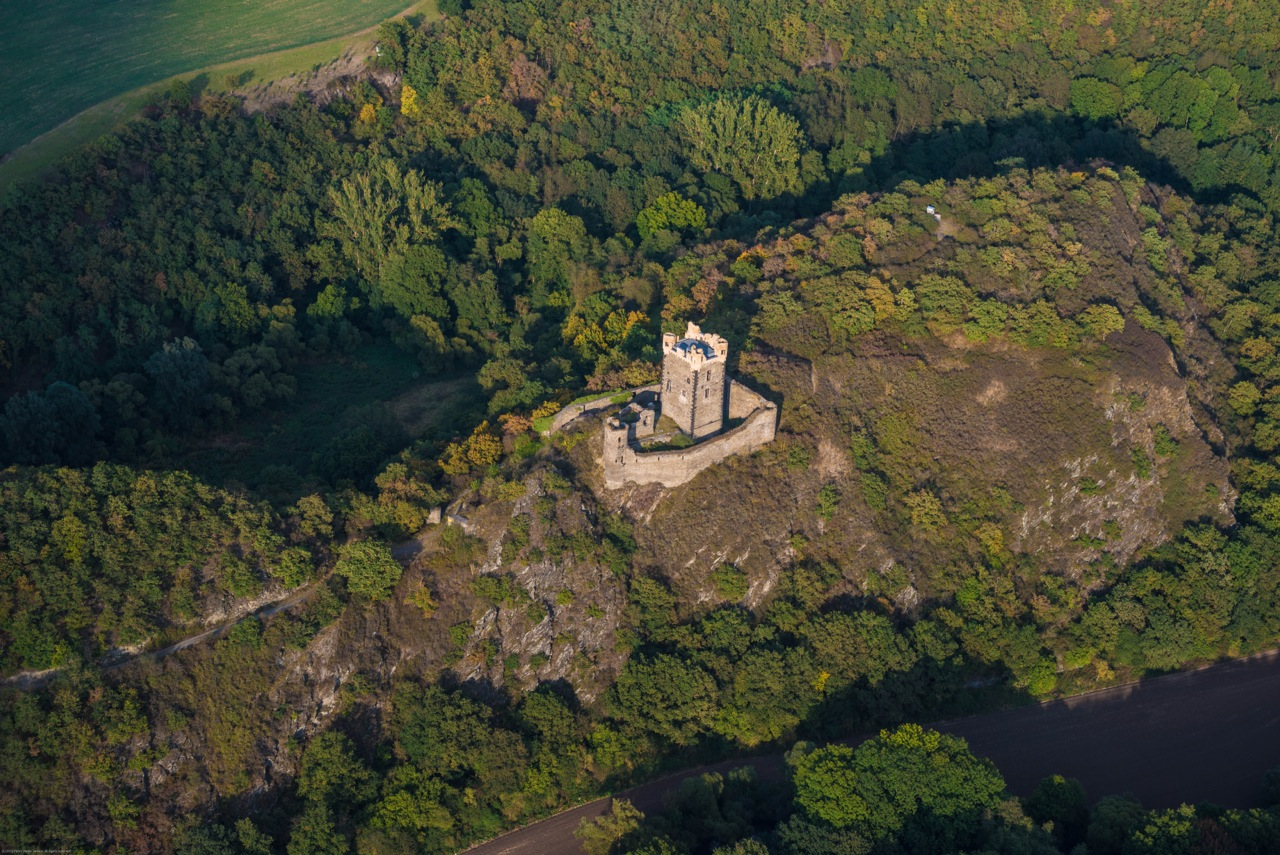
Aufnahme September 2012 aus der Luft

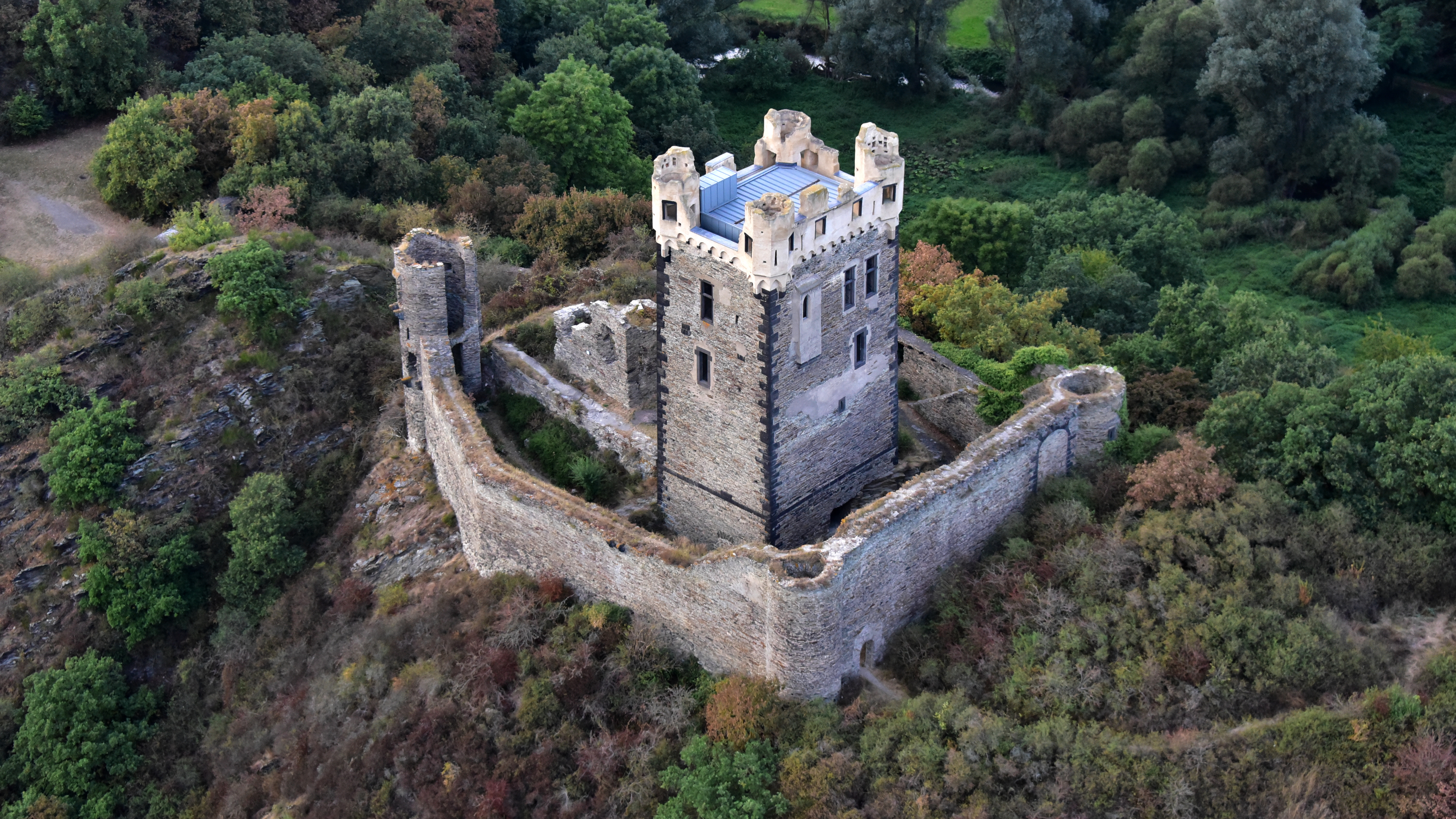
Burg Wernerseck, Luftaufnahme (2016)

Die Ruine der Höhenburg liegt über der Nette in der Vordereifel, in unmittelbarer Nähe zur Bundesautobahn 61, Abfahrt Plaidt. Im östlichen Bereich des Bergsporns, an dessen schmalster Stelle die Burg erbaut wurde, befand sich in spätantiker Zeit eine römische Höhenbefestigung. Die Entstehung der wahrscheinlich als Fliehburg entworfenen Anlage kann durch Münzfunde in die erste Hälfte des 4. Jahrhunderts datiert werden. Aufgrund von keramischen Funden wird eine Nutzung der Anlage bis ins frühe 5. Jahrhundert angenommen.:53 Ähnliche Anlagen aus der Spätantike entlang der Nette befinden sich bei Welling, Ruitsch und auf dem Katzenberg bei Mayen.

## Geschichte
Der Trierer Kurfürst und Erzbischof Werner von Falkenstein begann den Bau der Burg Ende des Jahres 1401 im Zuge seiner Expansionspolitik im Gebiet der Pellenz. Damit lag der Bauplatz nicht mehr in der Gemarkung von Ochtendung, das zu Kurtrier gehörte, sondern bereits im Lehnsgebiet der Grafen von Virneburg.:76–77 Sie diente als Grenzfestung gegen den Erzbischof von Köln. Diesem Zweck wurde die Burg jedoch nie gerecht, da sich die Grenzen während der Bauarbeiten verschoben. Später wurde die Burg zur Verwaltung genutzt. Vermutlich wurde Konrad Kolbe von Boppard 1412 zum ersten Amtmann eingesetzt. Seit dem 16. Jahrhundert war die Burg an die Herren von Eltz verpfändet, die sie bis ins 19. Jahrhundert besaßen. Von 1966 bis 1969 war eine Falknerei auf der Burg eingerichtet.:113 Ein Förderverein hat sich die Sicherung und Renovierung der baufälligen Burg zur Aufgabe gemacht und zwischen Sommer 2006 und November 2007 den Wohnturm renoviert.

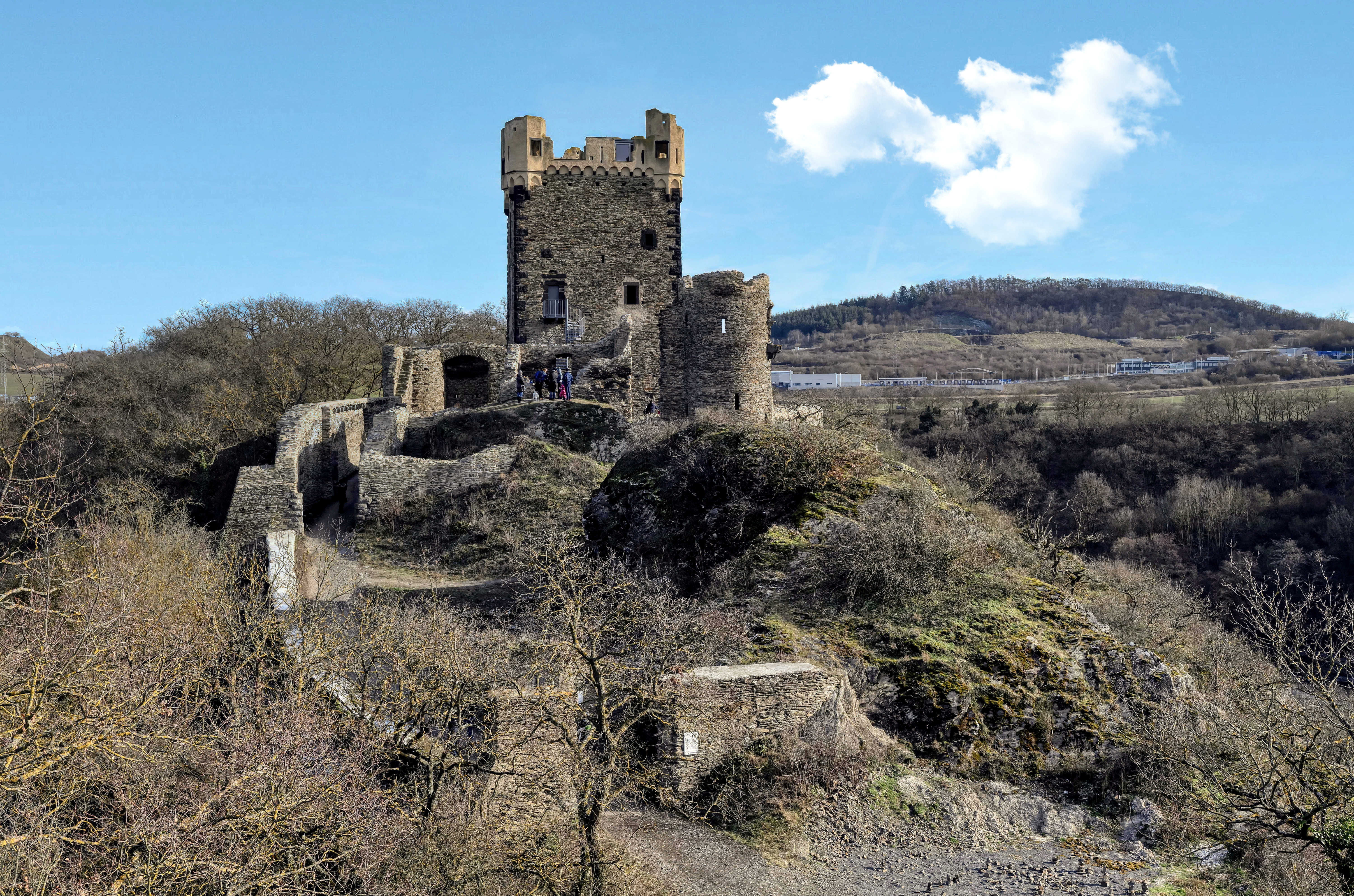
Torseite

## Anlage

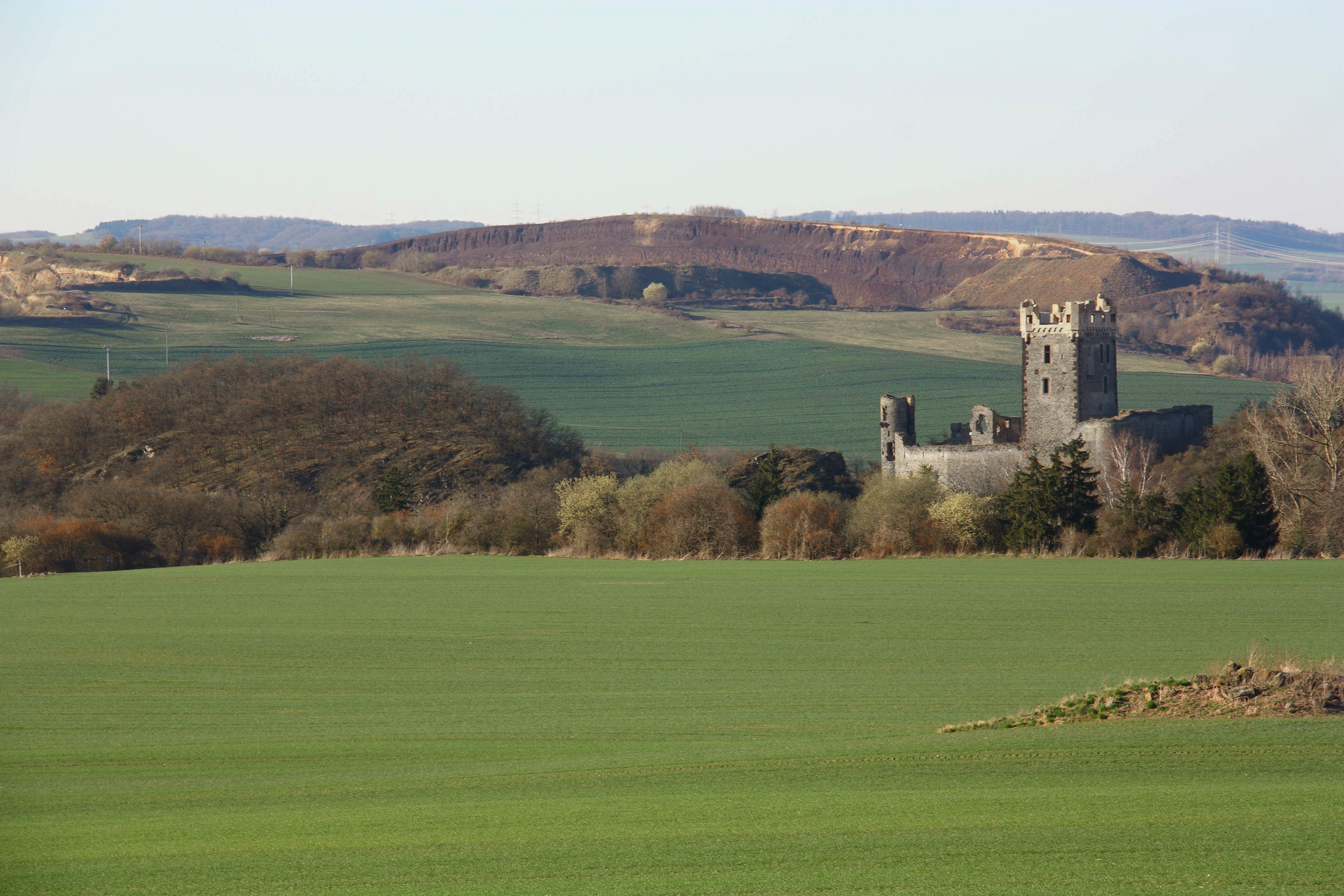
Eifellandschaft

Die fünfeckige Burg ist an drei Ecken mit Rundtürmen versehen, eine weitere Ecke bildet die Toranlage. Gewohnt wurde im 22 Meter hohen, vierstöckigen Donjon (Wohnturm), der auch die Aufgabe eines Bergfrieds hatte. In ihm befand sich auch die Kapelle. Der Zugang erfolgte über einen Hocheingang. Der Wohnturm hat ungewöhnlich starke Mauern (2,5 m) und ist im unteren Teil weitgehend erhalten, die oberen Stockwerke mit der Dachplattform wurden zunehmend baufällig und 2007 durch einen Förderverein instand gesetzt. Die Burg befindet sich im Eigentum der Gemeinde Ochtendung. Sie kann jederzeit besichtigt werden, ist jedoch erst nach einem Fußmarsch von ca. 2 km (betrachtet vom Ortskern) zu erreichen.

## Bauphasen
In der ersten Bauphase von Wernerseck entstand der Wohnturm als Bestandteil (Süd-Ost-Ecke) einer einfachen Ringmauer. Als ein Beleg dafür können die auskragenden Mauersteine an der Nordseite des Hauptturms gewertet werden, die ihn ehemals mit einer Mauer fest verband. Des Weiteren befindet sich an seiner Süd- und Ostseite in seinem Mauerwerk ein Band aus Basaltsteinen, das möglicherweise die Außenseite der Burganlage dekorieren sollte. Die Ringmauer folgte in weiten Teilen dem Mauerverlauf der älteren, ottonenzeitlichen Burganlage unter Einbeziehung des Torbauses. In einem späteren Ausbau wurde die Ringmauer erweitert und mit Ecktürmen versehen.:104–107

## Ältere Burgreste

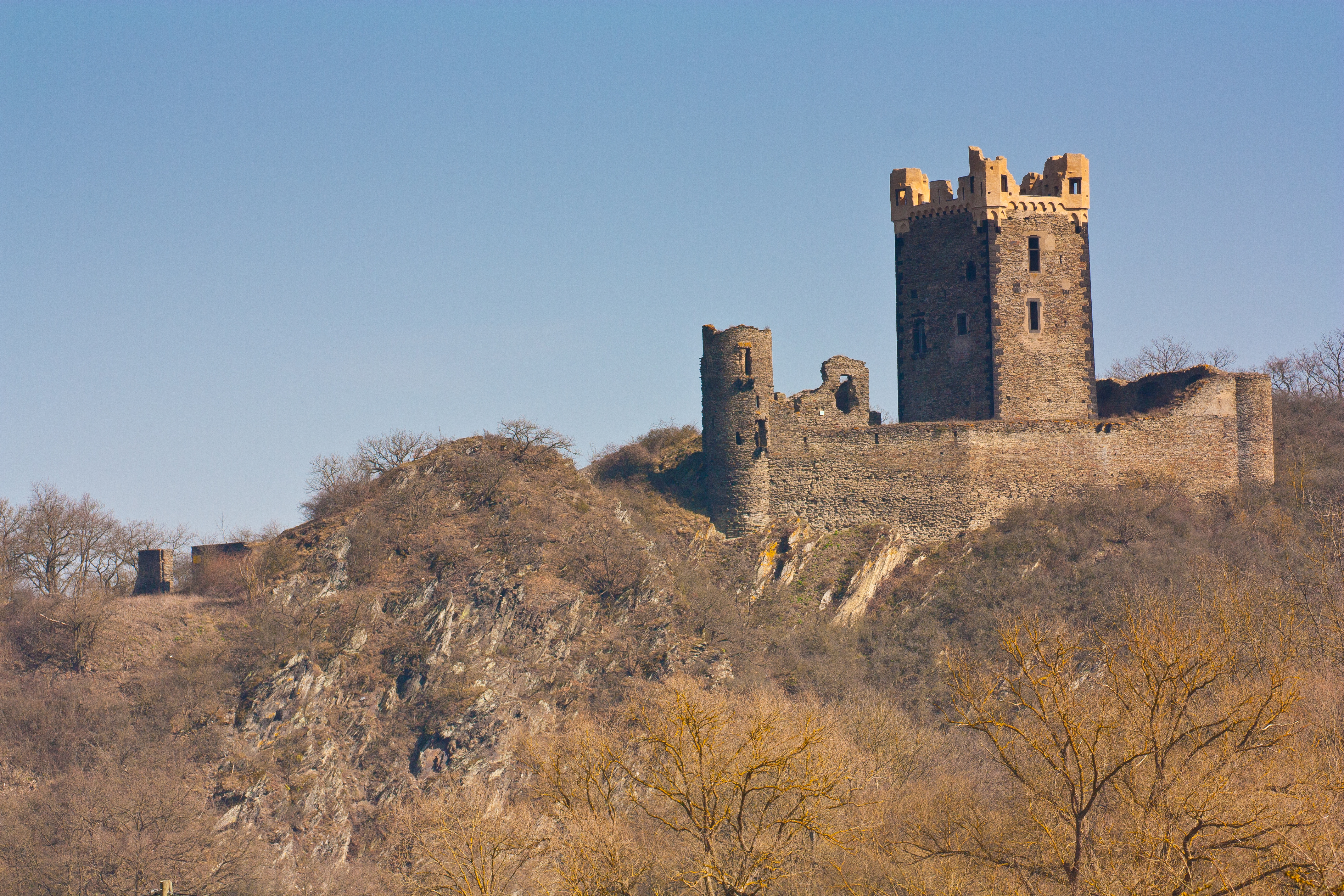
Burg Wernerseck

In der Burg finden sich an verschiedenen Stellen die Reste eines älteren Burgbaus, die bei der Errichtung von Wernerseck mitverwendet wurden und so die Zeit überdauerten. Das Mauerwerk weicht an diesen Stellen durch die Verwendung von kleinformatigerem Schiefergestein vom später errichteten ab. Besonders erwähnenswert sind die Hälfte einer Toranlage neben dem Wohnturm, einem Teil des späteren inneren Torbaus, und die Reste eines Gebäudes im Zentrum der Burg. Der Vorgängerbau folgte wahrscheinlich dem damals noch nicht unterbrochenen Felskamm und schloss so auch das Plateau in Bereich der späteren Vorburg mit ein. Da es keine sicher datierbaren Funde aus der Zeit vor dem Bau der neuen Burg gibt, kann nur aus den baulichen Befunden auf deren Entstehungszeit geschlossen werden. Im inneren Torbau sind die Reste eines älteren Torbaus erhalten, der nahezu identisch mit dem des Waldschlössels bei Klingenmünster ist. Dies legt den Schluss nahe, die ursprüngliche Burg als ottonenzeitliche Anlage aus der Zeit des 10. bis 11. Jahrhunderts anzusehen. Die alte Burg wurde urkundlich nie erwähnt. Es ist nicht unwahrscheinlich, dass die Pfalzgrafen zu Laach sie errichteten.:72–74